# Громов Олександр Володимирович
Олександр Володимирович Громов (рос. Александр Владимирович Громов; 12 жовтня 1982, м. Москва, СРСР) — російський хокеїст, захисник.
Виступав за ТХК (Твер), ЦСК ВВС (Самара), ТКХ (Торунь), «Титан» (Клин), «Хімік» (Воскресенськ), «Автомобіліст» (Єкатеринбург), «Молот-Прикам'я» (Перм), «Рубін» (Тюмень), «Дизель» (Пенза).